# Joelia Tsjekaleva
Joelia Vladimirovna Tsjekaleva (Russisch: Юлия Владимировна Чекалёва) (Vologda, 6 februari 1984) is een Russische langlaufster.

## Carrière
Bij haar wereldbekerdebuut, in januari 2006 in Oberstdorf, scoorde Tsjekaleva direct wereldbekerpunten. Ze eindigde als 27e in de eerste editie van de Tour de Ski, in de tweede etappe van deze Tour de Ski eindigde ze voor de eerste maal in de top tien van een wereldbekerwedstrijd. Tijdens de wereldkampioenschappen langlaufen 2007 in Sapporo eindigde Russin als zestiende op de 10 kilometer vrije stijl en als 22e op de 30 kilometer klassiek. Tsjekaleva eindigde als 28e in de Tour de Ski 2007/2008. In de Tour de Ski 2009/2010 eindigde ze op de twaalfde plaats.
Op de wereldkampioenschappen langlaufen 2011 in Oslo eindigde de Russin als twaalfde op zowel de 10 kilometer klassiek als de 15 kilometer achtervolging, op de 30 kilometer vrije stijl eindigde ze op de 26e plaats. Op de estafette eindigde ze samen met Valentina Novikova, Alja Iksanova en Olga Michailova op de zesde plaats. In december 2012 stond Tsjekaleva voor de eerste maal in haar carrière op het podium van een wereldbekerwedstrijd. In de Tour de Ski 2012/2013 eindigde ze op de veertiende plaats. Op de wereldkampioenschappen langlaufen 2013 in Val di Fiemme veroverde de Russin de bronzen medaille op de 10 kilometer vrije stijl, daarnaast eindigde ze als zevende op de 15 kilometer skiatlon.

## Resultaten

### Wereldkampioenschappen
| Jaar | Plaats        | Resultaten                                                                                      |
| ---- | ------------- | ----------------------------------------------------------------------------------------------- |
| 2007 | Sapporo       | 16e 10 km (vrije stijl) 22e 30 km (klassieke stijl)                                             |
| 2011 | Oslo          | 12e 10 km (klassieke stijl) 12e 15 km achtervolging 26e 30 km (vrije stijl) 6e 4x5 km estafette |
| 2013 | Val di Fiemme | 10 km (vrije stijl) · 7e 15 km skiatlon                                                         |

### Wereldbeker
Eindklasseringen
| Seizoen   | Algm | DI  | SP  | TdS |
| --------- | ---- | --- | --- | --- |
| 2005/2006 | 94e  | 68e | –   |     |
| 2006/2007 | 55e  | 40e | –   | 27e |
| 2007/2008 | 48e  | 31e | 62e | 28e |
| 2008/2009 | 72e  | 44e | –   | –   |
| 2009/2010 | 27e  | 20e | 78e | 12e |
| 2010/2011 | 16e  | 14e | 53e | DNF |
| 2012/2013 |      |     |     | 14e |

Wereldbekerzeges
| Nr. | Datum           | Plaats  | Onderdeel      |
| --- | --------------- | ------- | -------------- |
| 1.  | 25 januari 2015 | Rybinsk | 15 km skiatlon |